# Chkobba
 (mai 2023).
Si vous disposez d'ouvrages ou d'articles de référence ou si vous connaissez des sites web de qualité traitant du thème abordé ici, merci de compléter l'article en donnant les références utiles à sa vérifiabilité et en les liant à la section « Notes et références ».
La chkobba (arabe : شكبّة ou škubba), également orthographié chkouba ou chcobba, est un jeu de cartes tiré de la scopa et apporté en Tunisie par les migrants italiens.
Il est joué avec des cartes traditionnelles. Le jeu oppose deux joueurs ou deux équipes de deux joueurs le plus souvent mais il est possible, bien que peu fréquent, d'y jouer à trois ou quatre joueurs indépendants.

## Règles
Le but de la chkobba est d'être le premier à marquer un nombre de points convenu à l'avance. À chaque tour, chaque joueur ne joue qu'une carte à la fois. Lorsqu'il ne reste plus de cartes à jouer, la manche est terminée et les points sont comptés. Si aucun joueur n'a atteint le nombre de points requis pour gagner, une nouvelle manche commence.

### Profil des cartes
Le jeu est constitué de quarante cartes organisées en quatre enseignes (pique ♠, cœur ♥, carreau ♦ et trèfle ♣) de dix cartes chacune. En arabe, le carreau est appelé dīnārī ديناري, de l'italien denari. Les cartes sont numérotées de 1 à 7 et sont complétées par trois figures : la dame valant 8, le valet valant 9 et le roi valant 10. Les cartes numérotées ont la valeur du nombre qu'elles portent et l'as vaut toujours 1.
Chaque valeur porte un nom particulier à l'étymologie française, espagnole, italienne ou arabe :
| Carte | Nom arabe  | Nom arabe     | Étymologie                                                               |
| ----- | ---------- | ------------- | ------------------------------------------------------------------------ |
| A     | لص         | laṣ           | du français « as »                                                       |
| 2     | دو         | dū            | probablement du sicilien du (deux)                                       |
| 3     | تريس       | trīs          | probablement du sicilien tri (trois) ou de l'espagnol tres               |
| 4     | كواترو     | kwātrū        | probablement du sicilien quattru (quatre)                                |
| 5     | شينكو      | šīnkū         | probablement du sicilien cincu (cinq)                                    |
| 6     | سيس        | sīs           | probablement du sicilien sis (six)                                       |
| 7     | سبعة       | sabʿa         | « sept » en arabe                                                        |
| D     | مجيرة      | mujīra        | probablement de l'espagnol mujer ou du sicilien mugghièri (dame)         |
| V     | كوّال       | kawwāl        | probablement de l'espagnol caballo signifiant « cheval » ou « cavalier » |
| R     | ريّ         | rayy          | probablement de l'espagnol rey signifiant « roi »                        |
| 7♦    | سبعة الحيّة | sabʿa l-ḥayya | « 7 vivant » en arabe                                                    |
| 7♦    | الحيّة      | al-ḥayya      | « la vivante » en arabe                                                  |

Le 7 de carreau, souvent considéré comme étant la carte la plus importante de toutes, possède son propre nom.

### Distribution des cartes
L'un des deux joueurs mélange les cartes et présente le paquet à son adversaire qui le coupe et tire une carte. Ce dernier peut garder la carte ou la poser sur le plateau (généralement une simple table). Ensuite, le premier joueur commence la distribution en suivant la décision du tireur. Si celui-ci a gardé la première carte, le distributeur lui en donne deux autres, puis il s'en donne trois et finit par déposer quatre cartes sur la table. En revanche, si le tireur pose la première carte sur la table, le distributeur en rajoute trois, puis distribue trois cartes à son adversaire et trois à lui-même. Le jeu commence donc avec quatre cartes sur la table et trois dans la main de chaque joueur.
Après la distribution, si trois cartes de même valeur sont sur le plateau, la distribution est à refaire. Cela évite que ces cartes ne soient imprenables et restent sur le tapis du début à la fin.
Commence alors le premier tour avec le tireur qui jette la première carte. Lorsqu'il ne reste plus de cartes dans les mains des joueurs, le distributeur redonne trois cartes à chacun et le prochain tour commence. Il y ainsi six tours par manche {\displaystyle ({\tfrac {40-4}{3\times 2}})}. À la fin de chaque manche, tireur et distributeur échangent leur rôle.

### Jeu
Il existe deux manières de faire le pli (أكل ʾakala ou « manger » en arabe) :
1. On peut manger une carte de même valeur que l'une des siennes. Les deux cartes sont alors conservées face cachée dans un tas.
2. On peut aussi manger par addition : si un joueur possède une dame et que sur le plateau sont présents un 7 et un as, il peut prendre le tout et le déposer face cachée dans son tas. Une addition ne se fait que si le joueur possède la somme exacte entre les mains et que les termes de l'addition sont sur le plateau. Ainsi, si le joueur possède un 7 et un as, il ne peut les jouer en même temps pour prendre une dame.

Si on détient une carte qui permet les deux possibilités, la prise de la carte de même valeur a la priorité sur l'addition. Ainsi, un joueur ne peut utiliser sa dame pour prendre un 7 et un as s'il y a une autre dame sur le plateau.
|    | Main |                               | Plateau |
| -- | ---- | ----------------------------- | ------- |
| 1) |      | {\displaystyle \rightarrow }  |         |
| 2) |      | {\displaystyle \rightarrow }  |         |
|    |      | {\displaystyle \nrightarrow } |         |

Si l'on ne peut « manger » une carte, on en pose une sur le plateau car il n'est pas possible de passer son tour. Si on a la possibilité de faire le pli avec l'une des cartes que l'on a en main, il n'est pas obligatoire de la jouer en priorité. On peut jouer d'autres cartes qui ne permettent pas le pli et se réserver le pli pour plus tard, en fonction de sa stratégie. Enfin, s'il reste des cartes sur la table à la fin de la manche, donc à la fin du dernier tour, elles sont prises par celui qui a fait le dernier pli.

### Décompte des points
Le but du jeu est de marquer le premier un minimum de 11, 21 ou 31 points, les joueurs décidant au préalable jusqu'à quel nombre ils souhaitent aller. Il existe deux sortes de points : les quatre points finaux, qui se comptent à la fin de chaque manche, et les chkobba qui peuvent se gagner pendant le déroulement de chaque manche.

#### Quatre points finaux
Les quatre points finaux se nomment kārṭa كارطة, dīnārī ديناري, barmīla برميلة et sabʿa l-ḥayya سبعة الحيّة. Ils sont départagés entre les joueurs à la fin de chaque manche selon leurs règles propres :
1. Kārṭa donne un point à celui qui a le plus de cartes dans son tas. S'il y a égalité, personne ne marque.
2. Dīnārī donne un point à celui qui a le plus de carreaux dans son tas. S'il y a égalité, personne ne marque.
3. Barmīla (de l'italien primiera) donne un point à celui qui a le plus de 7 dans son tas. S'il y a égalité, on compte le nombre de 6. S'il y a encore égalité, personne ne marque.
4. Sabʿa l-ḥayya donne un point à celui possède le 7 de carreau. À l'exception des chkobba, cette dernière carte est la seule qui, à elle seule, fait marquer un point, d'où l'aspect psychologique lié à cette carte et à sa prise. La possession de trois 7 dont le 7 de carreau donne donc deux points (sabʿa l-ḥayya et barmīla) à leur détenteur.

Lorsqu'il y a égalité pour l'un des points, il est déclaré bājī باجي.
| 1) |
| 2) |

|  |  |  |

#### Chkobba
Les chkobba sont des points exceptionnels marqués pendant la partie elle-même selon une règle simple : à chaque fois que, par la prise d'une ou plusieurs cartes, un joueur vide le plateau en son entier, il marque un point. Pour se souvenir de ces points lors du décompte final, on pose la carte qui a servi à faire la chkobba face exposée sur son tas. On ne peut faire de chkobba à la fin du dernier tour d'une manche.
|  |

## Principales tactiques
Jeu interactif, la chkobba implique des prises de décisions rapides et fait appel à l'intelligence et à l'anticipation. Une fois la partie commencée, il n'est pas question, d'un point de vue tunisien du moins, de provoquer des temps morts. C'est la nature même de ce jeu que de jouer rapidement. En fait, la vitesse rend plus difficile le décompte des cartes et jouer vite permet de déstabiliser le joueur qui compte les cartes.
La chkobba est un jeu qui permet de réaliser des coups, en usant de tactique et en adoptant une stratégie parfois unique, parfois changeante, ce qui peut déstabiliser l'adversaire. L'un des coups ordinaires est de piéger l'adversaire en tentant de le faire « manger » pour pouvoir faire une chkobba. Par exemple, s'il y a un 6 et un valet sur le plateau et que le premier joueur possède un valet et un 2 en soupçonnant son adversaire d'être en possibilité d'avoir la dame, il pose son 2. Son adversaire « mange » alors le 6 et le 2 avec sa dame (qui vaut huit) et le premier joueur a alors tout loisir de faire une chkobba avec son valet. Du coup, certains joueurs jouent une stratégie défensive en essayant systématiquement d'empêcher l'adversaire de faire une chkobba. Par exemple, s'il y a une dame sur le plateau, il sera joué un 5 au lieu d'un 2, car huit et cinq faisant treize, et puisqu'il n'y a pas de cartes qui valent treize, il n'y a pas de risque en ce qui concerne une possible chkobba.
Une autre stratégie est de « manger » systématiquement, lorsque l'on peut le faire, tout ce que l'adversaire dépose et ce, afin de l'empêcher de développer son jeu. Toutefois, on ne peut exclure que son jeu soit un piège et qu'il ait le souhait de « chkobber ».
Ce qui différencie le bon joueur du débutant est la capacité à compter les cartes qui sont déjà tombées. Ainsi, au dernier tour de carte, le plus important dans une partie, le bon joueur sait quelles sont les cartes qui n'ont pas été jouées et adapte son jeu en conséquence. La stratégie de jeu est alors cruciale. En effet, le dernier à faire un pli remporte les cartes restant sur le tapis, ce qui permet souvent d'empocher plusieurs cartes et permet d'obtenir le point réservé au nombre de cartes le plus élevé. Une manière simple de compter les cartes consiste à retenir celles qui sont prises par addition, c'est-à-dire de ne pas compter les cartes prises carte pour carte. Toutefois, s'il demeure une paire non tombée à la fin, il n'est pas possible de savoir laquelle jusqu'à ce que l'une d'entre elles tombe.

## Culture
Tout un folklore et une attitude culturelle se sont construits autour de ce jeu en Tunisie. Il est présent dans les cafés tunisiens, au même titre que le rami, et les hommes peuvent y passer des heures. On voit alors des joueurs reproduire des gestes comiques (surtout lorsqu'ils font une chkobba ou qu'ils « mangent » le 7 de carreau) ou faire claquer les cartes, geste technique tunisien par excellence.
On retrouve aussi ce jeu en France, surtout chez les immigrés de la première génération. Le 19 juin 2010 a lieu le premier championnat de France de chkobba, organisé par l'Association des Tunisiens de France et le magazine des Tunisiens à l'étranger 00216 mag. 
La chkobba est un prétexte à une réunion familiale et assure le spectacle par l'affrontement de parieurs et non plus de simples joueurs. Et pour peu qu'il y ait un enchaînement de chkobbas, la partie devient vite tendue voire rocambolesque.